# Финал Кубка Англии по футболу 1974
Финал Кубка Англии по футболу 1974 года стал 94-м финалом старейшего футбольного турнира в мире, Кубка Англии. Матч состоялся 4 мая 1974 года на стадионе «Уэмбли» в Лондоне. В нём встретились английские клубы «Ливерпуль» и «Ньюкасл Юнайтед». Победу в матче одержал «Ливерпуль» со счётом 3:0.

## Отчёт о матче
| Ливерпуль                    | 3:0     | Ньюкасл Юнайтед |
| ---------------------------- | ------- | --------------- |
| - Киган 57′ 88′ - Хайуэй 74′ | (отчёт) |                 |

| Ливерпуль | Ньюкасл Юнайтед |